# Nell
Nell ist ein US-amerikanisches Filmdrama von Michael Apted aus dem Jahr 1994 mit Jodie Foster in der Hauptrolle. Das Drehbuch basiert auf dem Theaterstück Idioglossia von Mark Handley.

## Handlung
Nell wuchs zusammen mit ihrer Mutter und ihrer Zwillingsschwester May in einer abgelegenen Blockhütte im Wald von Graham County (North Carolina) ohne jeglichen Kontakt zu anderen Menschen auf. Mit ihrer Schwester, die bereits im Kindesalter starb, sprach sie eine eigene Phantasiesprache. Nells Mutter litt nach einem Schlaganfall an einer halbseitigen Lähmung und in der Folge an einer Aphasie. Aus diesen Gründen spricht Nell eine eigenartige, für andere Menschen fast unverständliche Sprache.
Eines Tages stirbt auch die Mutter und ihr Leichnam wird von Billy Fisher entdeckt, der regelmäßig Lebensmittel vor die Hütte stellt. Er benachrichtigt die Polizei, die den Arzt Dr. Jerome Lovell herbeiruft, um den Leichnam zu begutachten. Da die alte Frau als Einsiedlerin ohne Verwandte galt, sind alle überrascht, als Dr. Lovell mit Nell eine weitere Frau im Haus vorfindet. Sie finden heraus, dass Nell die Tochter der Toten ist und sie wahrscheinlich bei einer Vergewaltigung gezeugt wurde.
Nell traut sich nur im Dunkeln aus dem Haus und ist gegenüber anderen Menschen ängstlich und wird aggressiv, wenn man ihr zu nahe kommt. Dr. Lovell zieht Dr. Paula Olsen hinzu, die mit autistischen Kindern arbeitet. Olsen will zusammen mit ihrem Kollegen Dr. Paley erreichen, dass Nell in eine Anstalt eingewiesen wird, wo sie weiter untersucht werden soll.
Nach einem Einspruch von Dr. Lovell, der die Meinung vertritt, man sollte Nell in ihrer gewohnten Umgebung leben lassen, vertagt der zuständige Richter eine Entscheidung über Nell für drei Monate, da noch nicht genügend Informationen über Nell vorliegen. Lovell und Olsen ziehen mit einem Zelt bzw. einem Hausboot in die Nähe der alten Hütte, um Nell zu beobachten und mehr über sie zu erfahren.
Nachdem die Presse von Nell erfahren hat, eine Zeitung über die „wilde Frau“ schreibt und ein Kamerateam mit einem Hubschrauber über Nells Hütte kreist, bringen Lovell und Olsen Nell ins Krankenhaus der Stadt Charlotte in Sicherheit. Dort scheint sich Nell nicht wohl zu fühlen und spricht nicht mehr. Lovell erkennt dies und nimmt sie eigenmächtig aus dem Krankenhaus mit in ein Hotelzimmer.
Am folgenden Tag findet ein Gerichtstermin statt, bei dem über die Zukunft Nells entschieden wird. Professor Paley sagt aus, dass Nell nicht für sich sorgen könne und will sie zu sich in die Anstalt holen. Dr. Lovell widerspricht ihm, da er Nell mittlerweile wie Paula ins Herz geschlossen hat und ihm ihr persönliches Schicksal am Herzen liegt, und sagt auch, dass sie nicht seine Patientin sei. Im Zwist zwischen Professor Paley und Dr. Jerry Lovell steht Nell auf und spricht zum Richter.
Dr. Lovell versteht Nells Sprache schließlich so gut, dass Nell mit seiner Hilfe imstande ist, ihre Position in einer gefühlvollen und verständigen Rede vor Gericht zu vertreten. Der beeindruckte Richter lehnt daraufhin eine Einweisung in eine Anstalt ab. Fünf Jahre später besuchen Lovell und Olsen, die inzwischen ein Paar sind und eine Tochter haben, Nell zu ihrer Geburtstagsfeier in ihrer Hütte. Nell hat inzwischen Englisch gelernt und hat auch viele Freunde.

## Hintergrund
- Der im Film gespielte und von Nell nachgesungene Musiktitel ist Crazy von Willie Nelson.
- Das vorgelesene Bibelzitat stammt aus Jesaja 1, Vers 4. (EU)
- Die Dreharbeiten begannen am 11. April 1994 und endeten am 18. Juni 1994.
- Der Film spielte in den Kinos weltweit rund 107 Millionen US-Dollar ein, davon 34 Millionen US-Dollar in den USA. In Deutschland wurden rund 2,1 Millionen Kinobesucher gezählt.
- Foster äußerte sich bei einem Interview in der Ellen DeGeneres Show, dass die Figur der Nell ihre bisher beste darstellerische Leistung sei.

## Synchronisation
Die deutschsprachige Synchronisation wurde von Hermes Synchron unter der Dialogregie von Leon Boden erstellt.
| Darsteller/in      | Deutsche Synchronstimme  | Rolle                     |
| ------------------ | ------------------------ | ------------------------- |
| Jodie Foster       | Heidrun Bartholomäus     | Nell                      |
| Liam Neeson        | Bernd Rumpf              | Dr. Jerome „Jerry“ Lovell |
| Natasha Richardson | Susanna Bonasewicz       | Dr. Paula Olsen           |
| Richard Libertini  | Friedrich Georg Beckhaus | Dr. Alexander Paley       |
| O’Neal Compton     | Michael Telloke          | Don Fontana               |
| Robin Mullins      | Eva Kryll                | Mary Petersen             |
| Sean Bridgers      | David Nathan             | Mike Ibarra               |
| Joe Inscoe         | Udo Schenk               | Richter                   |
| Lucile McIntyre    | Evelyn Meyka             | Sally                     |
| Nick Searcy        | Bernd Schramm            | Sheriff Todd Petersen     |
| Heather M. Bomba   | Marie-Luise Schramm      | Zwilling                  |

## Kritiken
„Eigentlich erzählt Nell nichts aufregend Neues: Von der reinen, unverfälschten Wilden, deren Gefühle völlig offen liegen und die im Einklang mit der Natur lebt, lernen die Städter, ihr Leben mit anderen Augen zu sehen. Doch selten wird diese Botschaft so aufregend und intensiv vorgetragen wie hier von Jodie Foster […]. Körpersprache und Mimik machen den Film zum Erlebnis und Jodie Foster zur heißen ‚Oscar‘-Kandidatin. Ihre Privatsprache ‚Nellisch‘ erscheint gut motiviert und ist nachvollziehbar aufgebaut. Um deren Glaubwürdigkeit auch in der deutschen Fassung zu bewahren, hat sich die deutsche Synchronfirma hingebungsvoll um eine adäquate Übertragung bemüht und schließlich mit der neuen Jodie-Foster-Stimme Heide Bartholomäus (bisher Hansi Jochmann) eine Sprecherin gefunden hat, deren ‚Nellisch‘ für eine Gänsehaut nach der anderen sorgt.“

„Apteds Film selbst ist […] eher eine Klamotte um das alte Lied von der Unschuld, die keinerlei Chance hat beim momentanen Stand der Dinge. Doch Jodie Fosters Performances machen die überdeutliche Thesenhaftigkeit des Films mehr als wett. Es ist atemberaubend, wie sie mit ihrem ganzen Körper ausdrückt, wozu sie keine Worte hat: die Scheu und die Angst, als sie erstmals in ihrem Leben einen fremden Mann sieht; die Rührung, als sie erstmals einem Country-Song lauscht; den Schock und die Verwirrung, als sie erstmals in eine größere Stadt kommt – und da nur den Gestank und den Lärm wahrnimmt, das Bedrohliche der Masse, der Architektur, der Technik.“

„Nell ist mit derart vielen hochfliegenden Gedanken beladen, daß keiner von ihnen wirklich die Zuschauer erreicht. Der Star hat seinen Traumfilm ganz einfach zu Tode getüftelt und zu Tode geliebt. […] Der Kapitalfehler des Films: Er verklärt seine Hauptfigur ebenso, wie der Arzt Lovell es tut. Spätestens, wenn die nackte Nell am nachtblauen See tanzt, hat der Film alle Symbole einer altbackenen Naturlyrik abgerufen: Gegenlicht. Dunkler Wald und glitzerndes Wasser. Mondschein. Wallende Nebel.“

„Bemühter, aber klischeehafter Versuch, den Konflikt zwischen Zivilisation und Natur darzustellen, der nicht zuletzt an der Besetzung des ‚wilden Kindes‘ mit einem Hollywood-Star scheitert.“

## Auszeichnungen
Jodie Foster erhielt für ihre Darstellung Nominierungen für die Oscarverleihung 1995, für die Golden Globe Awards 1995 und die MTV Movie Awards 1995. Foster gewann den Screen Actors Guild Award 1995. Der Film erhielt weitere Nominierungen für den Golden Globe 1995 in den Kategorien Bester Film – Drama und Beste Filmmusik.